# Yoshizawa–Randlett systeem

Instructies om een origami-kraanvogel te maken via het Yoshizawa–Randlett systeem

Het Yoshizawa–Randlett systeem is een systeem dat wordt gebruikt om de vouwen van origamimodellen te beschrijven. Veel origamiboeken beginnen met een beschrijving van basis origamitechnieken die worden gebruikt om de modellen te construeren. Er zijn ook een aantal standaard grondslagen die gewoonlijk worden gebruikt als een eerste stap in de bouw. Modellen worden meestal ingedeeld in groepen waarbij een lage, gemiddelde of hoge vaardigheid vereist is bij de constructie van het model. Dit is afhankelijk van de complexiteit van de technieken die betrokken zijn bij de constructie van het model.

## Geschiedenis
Het concept van het maken van diagrammen is ontstaan in het boek "Senbazuru Orikata" uit 1797, het eerste origami boek dat ooit werd gepubliceerd. De diagrammen in dit boek waren zeer onduidelijk en toonde vaak alleen het eindresultaat van het vouwproces, waardoor het voor de vouwer niet zeker was hoe het model gemaakt was.
Latere boeken begonnen een systeem te bedenken die precies liet zien hoe een model gevouwen hoorde te worden. Deze varieerden van een onhandige reeks symbolen tot foto's of schetsen van elke stap waarin geprobeerd werd de beweging van een vouw weer te geven. Omdat geen van deze systemen voldoende waren om alle modellen weer te geven werden deze niet algemeen geaccepteerd.
In de jaren 1950 en '60 stelde Akira Yoshizawa een systeem van het maken van diagrammen van het model voor. Hij introduceerde de notering van de diagrammen in zijn eerste monografie, Atarashi Origami Geijutsu (Vertaling: Nieuwe origamikunst) in 1954. Hij gebruikte gestippelde en gestreepte lijnen voor de berg- en dalvouwen, en een paar andere symbolen, zoals die voor het "opblazen". Dit systeem trok de aandacht van Samuel Randlett en Robert Harbin, die nog een paar symbolen zoals "draaien" en "inzoomen" toevoegden, en vervolgens vast stelde als de standaard. Het Yoshizawa–Randlett systeem werd voor het eerst gebruikt in Samuel Randlett's Art of Origami in 1961

## Origami symbolen

### Basisvouwen
Er zijn twee belangrijke soorten van origamisymbolen; lijnen en pijlen. De pijlen laten zien hoe het papier wordt gebogen of verplaatst. Lijnen kunnen verschillende soorten randen aangeven:
- Een dikke lijn toont de rand van het papier.
- Een streeplijn stelt een dalvouw voor. Het papier wordt over zichzelf heen gevouwen.
- Een streep- en stippellijn geeft een bergvouw weer (afhankelijk van de auteur kunnen dit een of twee stippen na een streep zijn). Het papier wordt bij een bergvouw achter zichzelf gevouwen. Normaal wordt dit gedaan door het papier om te draaien, een dalvouw te maken en daarna weer om te draaien.
- Een dunne lijn geeft aan waar een vorige vouw is.
- Een stippellijn geeft een vorige vouw welke is verborgen achter het papier, soms toont het een plooi die nog niet is gemaakt.

### Veelvoorkomende handelingen
De hieronder getoonde handelingen zijn allemaal redelijk gewoon. De zig-zagvouw en tegenvouwen worden vaak gedaan met de twee vouwen onder een hoek. Tegenvouwen van een hoek wordt meestal gebruikt om voeten of vogelhoofden te maken. De punt naar binnen vouwen wordt beschouwd als een handeling voor iemand met gemiddelde tot hoge vaardigheid.

Symbolen voor veelvoorkomende handelingen
Omkeren.
Breng de punten naar elkaar.
Open.
Trek.
Herhaal handeling.
Zig-zagvouw.
Krimpvouw naar binnen.
Krimpvouw naar buiten.
Tegenvouw naar binnen.
Tegenvouw naar buiten.
Blaas het model op.
Vouw de punt naar binnen.